# Lurazydon
Lurazydon, lurasidon, lurasydon – organiczny związek chemiczny stosowany jako lek przeciwpsychotyczny w leczeniu objawów schizofrenii i choroby afektywnej dwubiegunowej. Lek został opracowany przez Dainippon Sumitomo Pharma, w Stanach Zjednoczonych produkuje go firma Sunovion Pharmaceuticals. Agencja Żywności i Leków (FDA) wyraziła zgodę na rejestrację lurazydonu w schizofrenii w 2010 roku, a we wskazaniu epizodów depresyjnych w przebiegu zaburzenia dwubiegunowego typu 1 w 2013 roku. W styczniu 2014 roku został dopuszczony na rynek europejski przez Europejską Agencję Leków (EMA).

## Mechanizm działania
Lurazydon wykazuje antagonizm wobec receptorów dopaminergicznych D2 i serotoninergicznych 5-HT2A. Nie wiąże się w istotnym stopniu z receptorami muskarynowymi ani receptorami histaminowymi. Jest częściowym agonistą receptorów 5-HT1A.
Profil receptorowy lurazydonu:
- 5-HT1A (Ki = 6,8 nM)
- 5-HT2A (Ki = 2,0 nM)
- 5-HT2C (Ki = 415 nM)
- 5-HT7 (Ki = 0,5 nM)
- D1 (Ki = 262 nM)
- D2 (Ki = 1,7 nM)
- α1 (Ki = 48 nM)
- α2A (Ki = 1,6 nM)
- α2C (Ki = 10,8 nM)

## Farmakokinetyka
Dostępność biologiczna lurazydonu wynosi 9–19% przy podaniu doustnym. Lek ten jest metabolizowany w wątrobie, przede wszystkim przy udziale izoenzymu cytochromu P450 3A4 (CYP3A4).

## Preparaty
Preparaty dostępne w Polsce :
- Latuda (tabletki powlekane)
- Lurasidone Teva B.V. (tabletki powlekane)